# Evan Neal
Evan Neal (geboren am 19. September 2000 in Okeechobee, Florida) ist ein US-amerikanischer American-Football-Spieler auf der Position des Offensive Tackles. Er spielte College Football für die Alabama Crimson Tide und gewann mit Alabama das College Football Playoff National Championship Game der Saison 2020. Im NFL Draft 2022 wurde Neal in der ersten Runde von den New York Giants ausgewählt.

## Karriere
Neal besuchte zunächst die Highschool in seiner Heimatstadt Okeechobee, Florida, bevor er für seine letzten drei Schuljahre auf die IMG Academy wechselte. Als einer der besten Offensive Linemen seines Jahrgangs erhielt er zahlreiche Stipendienangebote renommierter College-Football-Programme.
Ab 2019 ging Neal auf die University of Alabama und spielte College Football für die Alabama Crimson Tide. Bereits als Freshman war er Stammspieler und bestritt 13 Spiele als Starter auf der Position des Left Guards. Infolge des Abgangs von Jedrick Wills in die NFL wechselte Neal in der Saison 2020 auf die vakante Position des Right Tackles. Er kam erneut in allen 13 Partien der Saison als Starter zum Einsatz. Neal gewann mit der Crimson Tide das College Football Playoff National Championship Game gegen Ohio State. Vor der Saison 2021 wechselte er wiederum seine Position in der Offensive Line, nachdem der zuvor durch Alex Leatherwood besetzte Posten als Left Tackle frei geworden war. Er wurde in das All-Star-Team der SEC sowie zum Consensus All-American gewählt. Neal erreichte mit Alabama erneut das Finale um die nationale College-Meisterschaft, in dem man in diesem Jahr den Georgia Bulldogs unterlag. Anschließend gab er seinen Verzicht auf ein weiteres Jahr am College und seine Anmeldung für den NFL Draft bekannt.

## NFL
Neal wurde im NFL Draft 2022 an siebter Stelle von den New York Giants ausgewählt. Er kam als Rookie in 13 Spielen der Regular Season und zwei Play-off-Spielen als Starter zum Einsatz, vier Partien verpasste er wegen einer Knieverletzung. In seiner ersten NFL-Saison konnte Neal nicht überzeugen, er verschuldete sieben Sacks und zudem sieben Strafen.

## Persönliches
Sein Vater Eddie Neal spielte von 1981 bis 1984 am College als Linebacker für die Tulane Green Wave. Zudem spielten zwei Onkel von Neal in der NFL: Runningback Cleveland Gary (1989–1994) und Defensive Tackle Jimmie Jones (1990–1997). Beide waren am College für die Miami Hurricanes aktiv.